# Бад-Миттерндорф
Бад-Миттерндорф (нем. Bad Mitterndorf) — ярмарочная коммуна (нем. Marktgemeinde) в Австрии, в федеральной земле Штирия. Название до 1972 года: Миттерндорф.
Бад−Миттерндорф 1 января 2015 соединился с соседними коммунами Пихл−Кайниш и Тауплиц.
Входит в состав округа Лицен.  Население составляет 4933 человек (на 1 января 2017 года). 

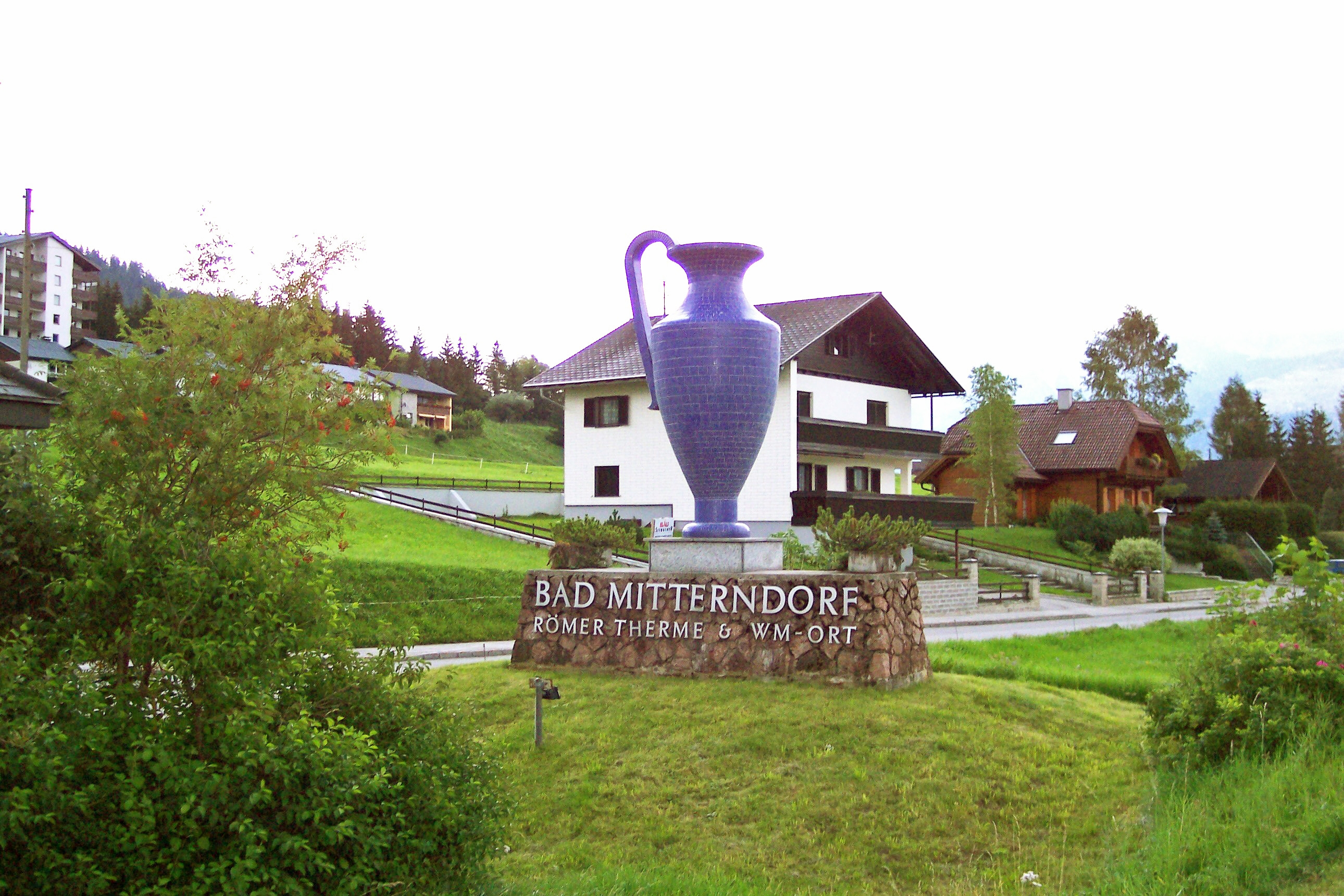
Бад-Миттерндорф

Официальный код  —  61 255.

## Население
| Год  | Численность |
| ---- | ----------- |
| 1869 | 3262        |
| 1889 | 3003        |
| 1890 | 3065        |
| 1900 | 3514        |
| 1910 | 3590        |
| 1923 | 3449        |
| 1934 | 3510        |
| 1939 | 3523        |
| 1951 | 3809        |
| 1961 | 3974        |
| 1971 | 4427        |
| 1981 | 4563        |
| 1991 | 4827        |
| 2001 | 5000        |
| 2011 | 4838        |
| 2021 | 4940        |

## Политическая ситуация
Бургомистр коммуны — Манфред Рицингер (СДПА) по результатам выборов 2015 года.
Совет представителей коммуны (нем. Gemeinderat) состоит из 25 мест.
- Партия Grimmingdialog занимает 9 мест.
- АПС занимает 3 места.
- СДПА занимает 9 мест.
- АНП занимает 3 места.

## Спорт
Близ Бад-Миттерндорфа расположен гигантский трамплин Кулм (HS225), место проведения чемпионатов мира по полётам на лыжах, этапов Кубка мира по прыжкам на лыжах.